# Fiestas de San Lorenzo (Huesca)
Las Fiestas de San Lorenzo son las fiestas patronales de Huesca celebradas en honor a San Lorenzo que tienen lugar del 9 al 15 de agosto. 
Durante el transcurso de las mismas se van encadenando una gran cantidad de tradiciones históricas, culturales y gastronómicas que llevaron al Gobierno de Aragón a declararlas Fiesta de Interés Regional en 2001 y al Gobierno de España, Fiestas de Interés Nacional en 2005.

## Origen
San Lorenzo fue un mártir romano que, según se cree, nació en Huesca  y posteriormente se fue a vivir a Roma cuando, en uno de sus viajes por España, el Papa Sixto II decidió llevárselo consigo y nombrarlo arcediano.
El 10 de agosto del año 258, como responsable de los bienes económicos de la iglesia, el emperador Valeriano ordenó que lo martirizaran. La tradición cuenta que San Hipólito recogió su cuerpo y trasladó los restos a Huesca, cuyas reliquias hoy se veneran.
En este sentido, el origen de estas fiestas es religioso y tenía como acto principal la procesión que del día 10 de agosto, día en que fue martirizado. Durante los siglos XVI y XVII, a esa procesión se le sumaron una corrida de toros y una de las tres ferias comerciales de la ciudad. La corrida de toros, precedente de la actual Feria Taurina de San Lorenzo, tenía lugar en el Campo del Toro, un recinto cuadrangular erigido en el lugar donde actualmente se encuentra la Plaza de Toros.
A partir de la segunda mitad del siglo XVII se empiezan a tener constancia de los Danzantes de San Lorenzo y la Comparsa de gigantes y cabezudos, actos que en el transcurso de los años van adquiriendo relevancia.
En el siglo XIX, las fiestas empezaron a tener unas características y una duración similar a las que presentan en la actualidad, siendo de 1893 el primer cartel de las fiestas que se conserva. Finalmente, a mediados del siglo XX nacieron las Peñas Recreativas Oscenses.

## Descripción
La fiesta de San Lorenzo en Huesca está vinculada principalmente a la población hortelana de la ciudad, pudiéndose ver en la propia letra popular de San Lorenzo.

San Lorenzo, San Lorenzo 
En qué güen (buen) tiempo has venido,
En el tiempo de la siega
Que todos tenemos trigo.
Trigo, trigo, trigo, trigo
Lo que sobre p'al bolsillo

Los símbolos característicos de la fiesta son la ropa blanca y pañoleta verde, la albahaca en flor, símbolo de la huerta y la parrilla que recuerda el martirio del santo.

## Los Danzantes de Huesca, las Peñas Recreativas y las Mairalesas
Las Peñas Recreativas son sociedades recreativas, culturales y deportivas que nacieron alrededor de los años 50 y que tienen como finalidad contribuir a la realización de la fiestas, siendo en la actualidad seis peñas principales; Alegría Laurentina, 10 de agosto, La Parrilla, Los Que Faltaban, Zoiti y Los 30, más la peña de Os Casaus que reúne a los peñistas más veteranos. 
Las peñas cuentan con un local social en donde organizan sus actividades a lo largo del año, como la sala Jai-Alai de la Alegría Laurentina, aunque la mayor actividad del año se concentra durante las fiestas, durante las cuales todos los miembros visten un mismo atuendo, el denominado de "Peñista"  que se compone de una camiseta y pantalones blancos con el escudo de la peña en algún lugar y una pañoleta verde, aunque la forma tradicional añade una faja verde, alpargatas blancas con cordones verdes y una boina verde.

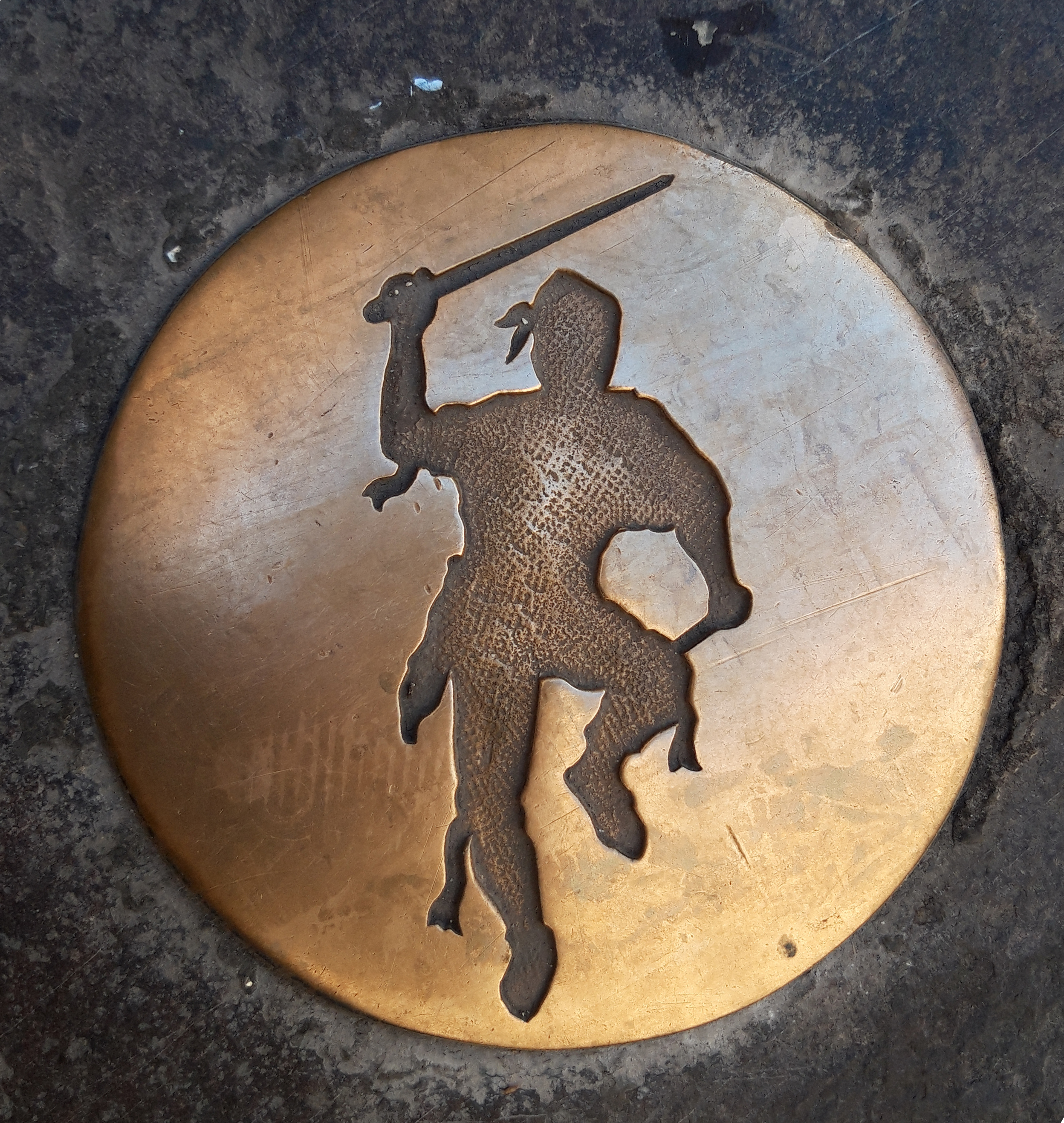
Adoquín que representa al Mayoral de los Danzantes

En Huesca, se llama Mairalesa a las jóvenes seleccionadas por las peñas recreativas y los barrios de la ciudad para representarlos durante como una especie de "reinas" aunque también se ha abierto el cargo a los jóvenes con el nombre de "mainate".

## La fiesta en la actualidad
Las fiestas profanas oficialmente conocidas como "Prelaurentis" o "Pórtico Laurentino" comienzan a las 12 del mediodía del 9 de agosto con el chupinazo desde el balcón del Ayuntamiento de Huesca, en la plaza de la Catedral. 
Una vez disparado el cohete anunciador, las seis Peñas Recreativas Oscenses despliegan sus pancartas, donde se refleja la realidad social y política de la ciudad y de las propias peñas, con sus charangas tocando mientras suena por megafonía la música del dance de las Espadas en dirección a la plaza de San Lorenzo, donde termina el recorrido y en donde se celebra, el saludo al Santo, en donde una de las peñas coloca al santo la pañoleta para celebrar la festividad.

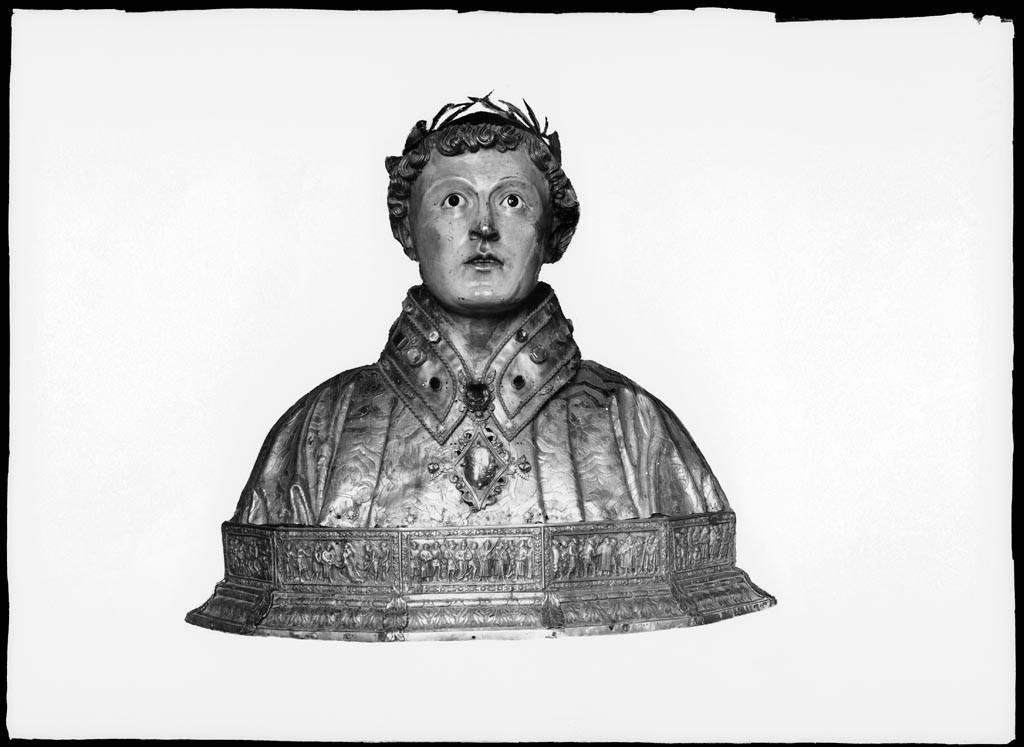
El busto relicario de San Lorenzo sale en procesión varias veces durante las fiestas.

A las 21:00 se celebran las Completas en la Basílica de San Lorenzo, acto religioso musical por excelencia de la víspera de San Lorenzo.
El día 10, día de San Lorenzo, se da el primer baile de Los Danzantes de Huesca a las 8:30 de la mañana en la plaza de San Lorenzo, quienes al son Banda Música de Huesca, se realizan los diversos dances: Espadas, Palos viejos, Palos nuevos, las Cintas y el Degollau, tras la cual se procede a realizar la procesión con el busto relicario de San Lorenzo por la ciudad.
Igualmente, el día 11 se celebra también la Fiesta del Comercio en la Plaza del Mercado, hoy día llamada Luis López Allué en memoria de los hortelanos, quienes antaño vendían sus productos de la huerta en el ya demolido Mercado Nuevo.
El día 15 de agosto a las 24h finalizan con la Despedida al Santo; acto de despedida de las fiestas donde se entona el "Adiós, San Lorenzo, adiós". El acto central de esa despedida  se realiza en la plaza de San Lorenzo, donde a las once y media de la noche las Peñas Recreativas se concentran con sus charangas.
Durante el lapso temporal que hay entre los actos previamente descritos, se desarrollan un conjunto de actos entre los cuales cabe destacar, el primer baile, la procesión de San Lorenzo, la fiesta del comercio oscense y la ofrenda.

## Feria taurina de San Lorenzo

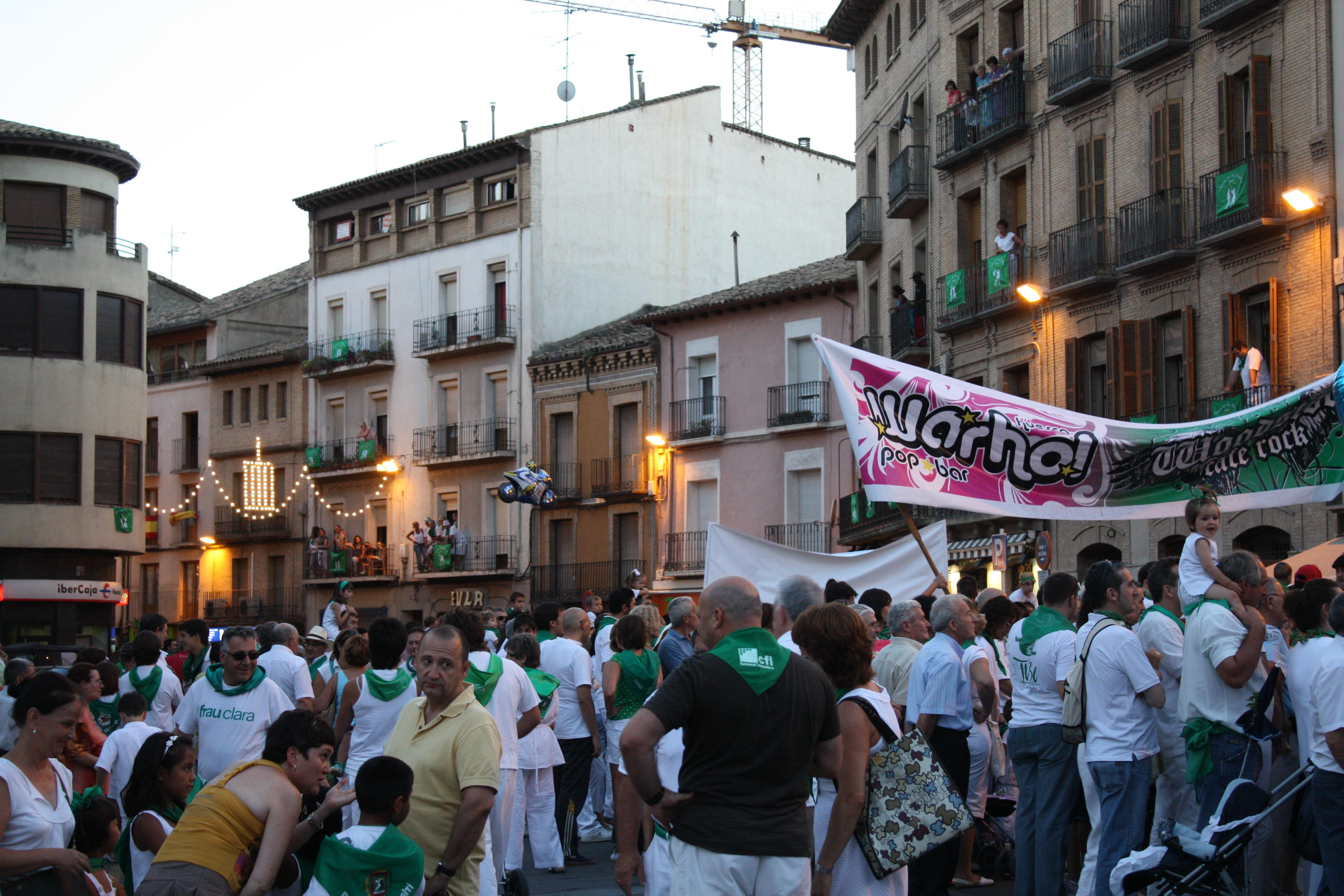
Salida de los toros con una de las pancartas de las Peñas Recreativas

Dentro de estas fiestas se realiza la feria taurina, que se caracteriza del tipo charangas y que incluye, como mínimo cinco espectáculos de esta índole; cuatro son corridas de toros y el otro, festejo de rejones.
Además, se realiza un ciclo de festejos populares paralelo al anteriormente descrito que incluye la tradicional becerrada de las peñas, un concurso nacional de recortadores, otro de anillas, cinco sueltas de vaquillas.

## Reconocimientos
- El 26 de junio de 2001 el departamento de Cultura y Turismo de Aragón emitió una orden por la que declaró la fiesta dedicada a San Lorenzo de Huesca como fiesta de interés turístico de Aragón.[22]
- El 1 de marzo de 2005 la Secretaría General de Turismo emitió una resolución por la que se concedió el título de «Fiesta de Interés Turístico Nacional» a las fiestas de San Lorenzo de Huesca.[23]